# Maria Hillfon
Maria Alexandra Hillfon Samuelsson, född Hillfon 20 augusti 1945 i Stockholm, är en svensk målare, grafiker och textilkonstnär.
Maria Hillfon utbildade sig på Kungliga Konsthögskolan i Stockholm 1965–1971 och har haft utställningar på bland annat Galleri Glas i Stockholm, Landskrona konsthall, Ystads konstmuseum i Sverige och utomlands i bland annat Mexiko, Norge och Österrike. Hon har offentliga utsmyckningar i Nationalmuseums restaurang och i sjukhus, tingshus och länsrättsbyggnader. Ett av hennes offentliga verk är korfönstret i Mälarhöjdens kyrka.
Hon är representerad vid bland annat Nationalmuseum, Ystads konstmuseum, Helsingborgs museum, Nordenfjeldske Kunstindustrimuseum i Trondheim, Sundsvalls museum, Malmö konstmuseum, Regionmuseet Kristianstad och Örebro läns landsting.
Maria Hillfon är medlem i Östra Skånes Konstnärsgille. Hon bor på Österlen. Hon är dotter till arkitekten Gösta Hillfon och keramikern Hertha Hillfon samt syster till Curt Hillfon.